# Lorton (Cumbria)
Lorton ist eine Gemeinde in der Unitary Authority Cumberland im Nordwesten Englands.

## Geographie
Die Verwaltungseinheit liegt im Lake District zwischen Cockermouth und Keswick. Nachbarorte sind Embleton im Norden, Wythop im Nordosten, Above Derwent im Südosten, Buttermere im Süden, Loweswater im Südwesten sowie Blindbothel im Westen.